# No Exit (Roman)
No Exit ist der Debütroman des US-amerikanischen Autors Daniel Grey Marshall. Er erschien 2001 unter dem Originaltitel Still Can’t See Nothin’ Comin’. 

## Übersetzungen
In französischer Übersetzung von Laucence Viallet erschien er 2002 unter dem Titel Quand le jour viendra. In deutscher Übersetzung von Friederike Levin wurde er 2003 im Reclam-Verlag veröffentlicht. 2006 erschien er als Bertelsmann-Taschenbuch.

## Inhalt
In der Geschichte handelt es davon, dass Jimmy sich wieder mit Leslie trifft, nachdem er am Meer war und nun zurückgekommen ist. Anschließend erzählt er, wie es dazu kam.
Jimmy bekommt von seiner Schwester Mandy ihre Freundin Leslie vorgestellt. Jimmy und Leslie verlieben sich sofort ineinander.
Jimmy trifft sich mit seinen Freunden Philly und Jeremy. Es folgen ein paar normale Tage.
Dann treffen sich Jimmy, Mandy, Jeremy, Philly und Leslie an einer alten Brücke, wo sie baden und rauchen, bis ein Wachmann kommt und sie davonrennen. Daraufhin verabschiedet sich Leslie und der Rest geht zu Jimmy.
Mandy und Jeremy ziehen sich als Paar in Mandys Zimmer zurück, und Jimmy und Philly betrinken sich in Jimmys Zimmer.
Dann kommt Jimmys Bruder Billy hinein und Jimmy will ihn wieder herausschieben, wobei er Billy gegen die Wand stößt. Das trübt die gute Beziehung zwischen den drei Geschwistern. Die Geschwister reden kaum noch miteinander, und als Philly und Jeremy Jimmy und Mandy zu einem Treffen zwingen, artet es aus, und Mandy wirft sich vor einen Zug.
Jimmy bleibt daraufhin sechs Wochen in seinem Zimmer und ignoriert dabei seine Freunde, die ihn anfangs täglich besuchen. Leslie dagegen kommt nur einmal, da Jimmy eine Bierflasche nach ihr wirft.
Er hat immer ein Messer dabei, um sich, wenn er seine Meinung ändert, umbringen zu können.
Nach einiger Zeit fängt Jimmy wieder an, mit Philly und Jeremy „abzuhängen“.
Dabei bringt Jeremy einmal Leslie mit, die daraufhin mit Jimmy Schluss macht, da er viel trinkt und raucht.
Ein paar Tage später hat Billy Geburtstag und Jimmy beschließt, nach etwas Wodka, mit Philly und Jeremy in einem Kaufhaus ein Geschenk für Billy zu klauen. Dabei werden er und Philly erwischt und auf das Polizeirevier gebracht, wo er die Polizistin Sarah kennenlernt. Jimmy wird mit der Begründung entlassen, dass er nichts, ohne zu zahlen, hinter die Kassen gebracht hat.
Billy ist stinksauer auf Jimmy, da er seinen Geburtstag vergessen hat.
Im folgenden Kapitel geht es darum, das Philly drei Mädchen organisiert, mit denen die drei Freunde schlafen, und dass Jimmy in einen gefährlichen Drogendeal gerät, der damit endet, dass Jimmy, Philly und Jeremy nicht mehr in die Schule gehen können.
Nachdem sich die Freunde ca. zwei Monate in einem alten Filmtheater aufgehalten haben, um darauf zu warten, dass Jimmy, dem schon früher beschlossenen Plan ans Meer zu fahren, zustimmt und mitgeht.
Er beschließt mitzugehen, nachdem er noch ein Mal nach Hause geht.
Dort angekommen, es ist niemand da, geht er in Mandys Zimmer und liest ihr Tagebuch. Dabei erfährt er, dass der Grund ihres Selbstmordes wohl der ist, dass ihr Vater sie fast jede Nacht vergewaltigt hat.
Er bleibt so lange in ihrem Zimmer, bis der Rest der Familie nach Hause kommt.
Als diese isst, geht er leise an die Küchentür und beobachtet sie. Dann fängt er an, die letzte Tagebuchseite laut vorzulesen. Daraufhin schlägt er seine Mutter und verprügelt seinen Vater. Er will ihm all die Schmerzen zufügen, die er ihm und seiner Schwester zugefügt hat.
Er flieht zu Leslie, die ihn badet und ihn anschließend verführen will. Er reagiert jedoch nicht darauf, da er viel zu müde ist. Am nächsten Morgen wacht er wegen schwerer Entzugserscheinungen auf. Er war zwölf Stunden nüchtern.
Um das Geld zu bekommen, das Jimmy, Philly und Jeremy benötigen, um an das Meer fahren zu können, beschließen sie den Laden Sunshine zu überfallen, mit der Bedingung, dass nicht Carlos, alias Charlie, bedient.
Dummerweise wechselt Charlie an dem Tag zum ersten Mal das T-Shirt, weshalb ihn die drei Räuber nicht erkennen.
Philly, der draußen Wache stand, stürmt irgendwann überraschend in den Laden und schießt Charlie in die Brust. Danach wechselt Jeremy mit Philly die Waffe und flüchtet. Kurz bevor die Polizei eintrifft, flieht auch Jimmy und sieht zu, wie Philly wegen eines Missverständnisses mit der Polizei erschossen wird. Jim schreit auf und rennt weg. Obwohl er von einem Streifschuss getroffen wird, rennt er zu der Stelle, wo Mandy starb. Dort wird er gestellt und unter Bewachung in ein Krankenhaus eingeliefert.
Von dort kann er mit passiver Hilfe von Sarah fliehen und trampt ans Meer.
Dort bleibt er zwei Tage am Stück am Strand sitzen, bevor er zu Leslie zurückkehrt.
(Man ist nun wieder am Anfangspunkt.)
Das ist die Geschichte, die Jimmy Leslie erzählt hat. Nachdem sie miteinander geschlafen haben, stellt er sich der Polizei.
Aber da Jeremy, der sich kurz nach ihm stellt, alle Schuld auf sich nimmt, wird Jimmy anscheinend freigesprochen.
Jeremy bekommt zehn Jahre Haft nach Erwachsenenstrafrecht.

## Autor
Daniel Gray Marshall wurde in den späten Siebzigern geboren. Er wuchs in Wisconsin auf und geriet in seiner frühen Jugend mit einer Alkohol- und Drogenkarriere schnell auf die schiefe Bahn. Danach begann er mit 15 Jahren das Buch zu schreiben. Heute lebt er in New York.

## Rezension
Mark Athitakis schrieb 2001 in der New York Times: „Set in Madison, Wis., and modeled after the 23-year-old author's own experiences, Still Can't See Nothin' Comin'  is familiar coming-of-age stuff, filled with stock characters: the abusive father, the loving sibling, the girlfriend with a heart of gold and the peers who pull Jim further downward. […] Even at his most pathetic and brutal, he's honest and sympathetic; Marshall's sketches of characters and places, written in simple, slacker-cool prose, crystallize Jim's own emptiness.“
Die Berliner Zeitung besprach den Roman 2003 nach dem Erscheinen bei Reclam. Der Autor erzähle in seinem Roman souverän, fast schon konventionell, die Geschichte eines Jugendlichen aus schwierigem Elternhaus. „Unmittelbar getroffen wird der Leser […] von Schilderungen der Wut und Hilflosigkeit der jugendlichen Helden, denen ihr Leben früh schon als ausweglose Sackgasse erscheint. Um diese Wirkung zu erreichen, muss ein Autor solche Existenzen nicht zwangsläufig selbst gelebt haben. Er muss nur wissen, wie man ihren emotionalen Output als Faustschlag in die Magengrube von Lesern weiterleitet. Marshall schafft das in einer Weise, die vermuten lässt, dass vielleicht nicht der Pulitzer-Preis, aber doch zumindest Hollywood demnächst an seine Tür klopfen wird.“
Die Redaktion von booksXL.de empfahl No Exit als Lektüre für den Deutschunterricht: „Literarisch anspruchsvolle Verquickung der nach außen hin reizvollen Welt der Jugend, Musik, Spaß und Rebellion. Aufklärend und überzeugend die Heranführung an Untergang und Tod.“